# CDw17 antigen
CDw17 antigen je laktozilkeramid.
Ovo jedinjenje je supstrat enzima A4GALT.

## Spoljašnje veze
- CDw17+antigen на 
- Lactosylceramides на 